# Финьон, Лоран
Лоран Патрик Финьон (фр. Laurent Patrick Fignon; 12 августа 1960 — 31 августа 2010) — французский шоссейный велогонщик, победитель Тур де Франс и Джиро д’Италия.

## Биография

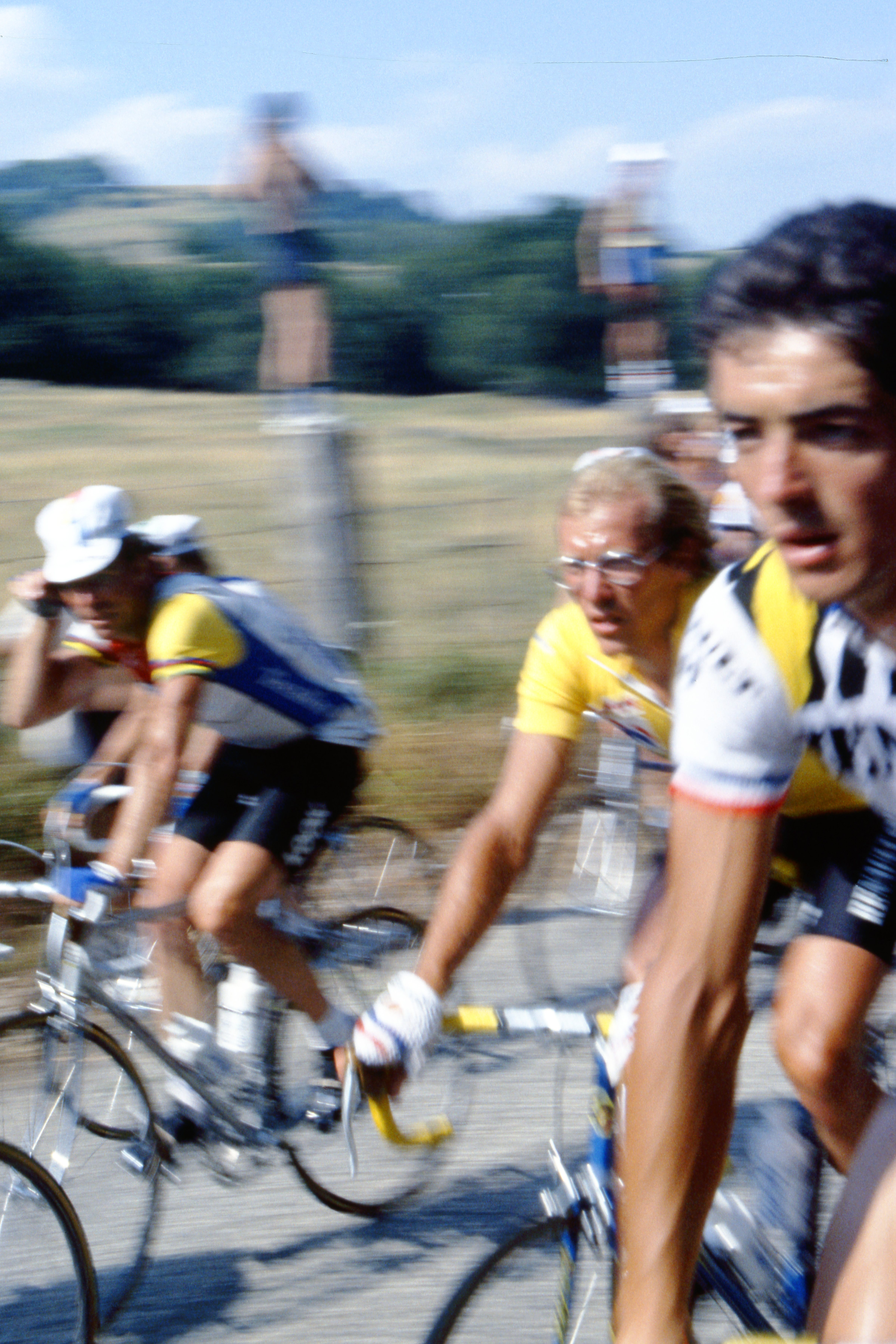
Финьон (в очках) во время Тур де Франс 1984 года

Лоран Финьон родился в Монмартре, где жил до трёх лет, затем с родителями он переехал в Турнан-ан-Бри. В детстве Лоран был увлечён футболом, и даже играл в первенстве департамента. Затем по примеру друзей он занялся велоспортом, где также быстро добился успехов. Родители были против нового увлечения, и Лоран скрывал от них участие в гонках. Он поступил в Университет Париж-cевер по направлению материаловедение, однако учёба ему не давалась. Финьон пошёл в армию, где попал в спортивную часть. Демобилизовавшись, он принял решение стать велогонщиком. На одной из гонок Финьон произвёл впечатление на менеджера «Renault-Elf-Gitane» Сириля Гюимара, который пригласил его в команду в 1982 году.
На Джиро д’Италия того же года Лоран на один этап захватил розовую майку, после чего помог Бернару Ино выиграть гонку. В том же году он выиграл свою первую престижную гонку, Критериум Интернасьональ. Финьон помог Ино выиграть Вуэльту Испании 1983, но защищать свой титул на Тур де Франс Бернар не поехал. Команда осталась без лидера и сделала ставку на молодёжный зачёт, где за победу могли побороться Финьон и Марк Мадио. Неожиданно Финьон включился в борьбу за победу в общем зачёте, и после схода Паскаля Симона захватил жёлтую майку и довёз её до финиша. 22-летний Финьон стал одним из самых молодых победителей этой гонки в истории. В следующем сезоне Ино покинул «Рено» и Лоран стал капитаном команды. На Джиро д’Италия 1984 он в упорной борьбе уступил победу Франческо Мозеру. На Тур де Франс того сезона Финьон в упорной борьбе опередил Ино и Винсента Барто.
Перед сезоном 1985 Лоран чувствовал себя сильнее, чем когда либо, но травмы испортили ему этот год и следующий. В 1986 году он перешёл в «Système U» и выиграл Флеш Валонь. В следующем сезоне он снова боролся за победу на Вуэльте и Туре, но неудачно. В 1988 году Финьон выиграл престижнейшую классику Милан — Сан-Ремо, но сошёл с французской супермногодневки. В следующем сезоне ему снова покорилась Милан — Сан-Ремо, а также итальянская супермногодневка Джиро д’Италия. Однако самой запоминающейся в том году стала схватка с Грегом Лемондом на Тур де Франс. Счёт шёл на секунды, но Финьон добился 50-секундного преимущества перед заключительным этапом, разделкой. Однако Лемонд отыграл в ней сразу 58 секунд: отрыв победителя от второго места в 8 секунд является наименьшим в истории Тура.
В последующие годы результаты Финьона значительно снизились, он сменил несколько команд, и после окончания сезона 1993 завершил карьеру. Через 2 года француз основал компанию-организатора велогонок «Laurent Fignon organisation». Самой известной из этих гонок была Париж — Ницца, в 2002 году перешедшая к «Amaury Sport Organisation»; из других гонок выделяется Париж — Коррез. В 2000 году Финьон развёлся с первой женой, родившей ему сына и дочь. В 2008 году он женился второй раз. В июне 2009 года Финьон рассказал, что лечится от метастатического рака пищеварительной системы. Тогда же он признался, что принимал амфетамины и кортизон. В январе следующего года рак дошёл до лёгких, а 31 августа 2010 года Финьон умер. 3 сентября его похоронили на кладбище Пер-Лашез.

## Главные победы
1982
- Критериум Интернасьональ

1983
- Общий зачёт и 21-й этап Тур де Франс
- Гран-при де Плюмелек-Морбиан
- 4-й этап Вуэльты Испании
- 1-й этап Критериум Интернасьональ
- 4-й этап Тиррено — Адриатико

1984
- Общий зачёт, 7-й, 16-й, 18-й, 20-й и 22-й этапы Тур де Франс
- Горный зачёт и 20-й этап Джиро д’Италия
- Групповая гонка чемпионата Франции

1986
- Флеш Валонь
- 2-й этап Критериум ду Дофине Либере

1987
- 21-й этап Тур де Франс
- 19-й этап Вуэльты Испании
- 5-й и 7А этапы Париж — Ницца

1988
- Милан — Сан-Ремо
- Париж — Камамбер
- Рут дю Сюд

1989
- Общий зачёт и 20-й этап Джиро д’Италия
- Милан — Сан-Ремо
- Приз самому агрессивному гонщику и 18-й этап Тур де Франс
- Тур Нидерландов
- Гран-при Наций

1990
- Критериум Интернасьональ

## Выступления в супермногодневках
| Гранд Тур       | 1982 | 1983 | 1984 | 1985 | 1986 | 1987 | 1988 | 1989 | 1990 | 1991 | 1992 | 1993 |
| --------------- | ---- | ---- | ---- | ---- | ---- | ---- | ---- | ---- | ---- | ---- | ---- | ---- |
| Джиро д’Италия  | 15   | -    | 2    | -    | -    | -    | -    | 1    | НФ   | НФ   | 37   | -    |
| Тур де Франс    | -    | 1    | 1    | -    | НФ   | 7    | НФ   | 2    | НФ   | 6    | 23   | НФ   |
| Вуэльта Испании | -    | 7    | -    | -    | 7    | 3    | -    | -    | -    | -    | -    | -    |

## Образ в культуре
- 2010 - Лоран Финьон. Последняя велогонка / Laurent Fignon, la dernière échappée (автор Жан-Поль Веспини / Jean-Paul Vespini) - книга, издательство Jacob Duvernet
- 2014 - Последняя велогонка / La dernière échappée (реж. Фабьен Онтеньенте / Fabien Onteniente) - в главной роли Самюэль Ле Бьян / Samuel Le Bihan